# ويليام أندرسون (سياسي أسترالي، مواليد 1828)
ويليام أندرسون (بالإنجليزية: William Anderson)‏ هو سياسي أسترالي، ولد في 3 يناير 1828، وتوفي في 6 مايو 1909 في كولمبو في سريلانكا. انتخب عضو الجمعية التشريعية فيكتوريا (1880 – 1892).